# 四驾马车

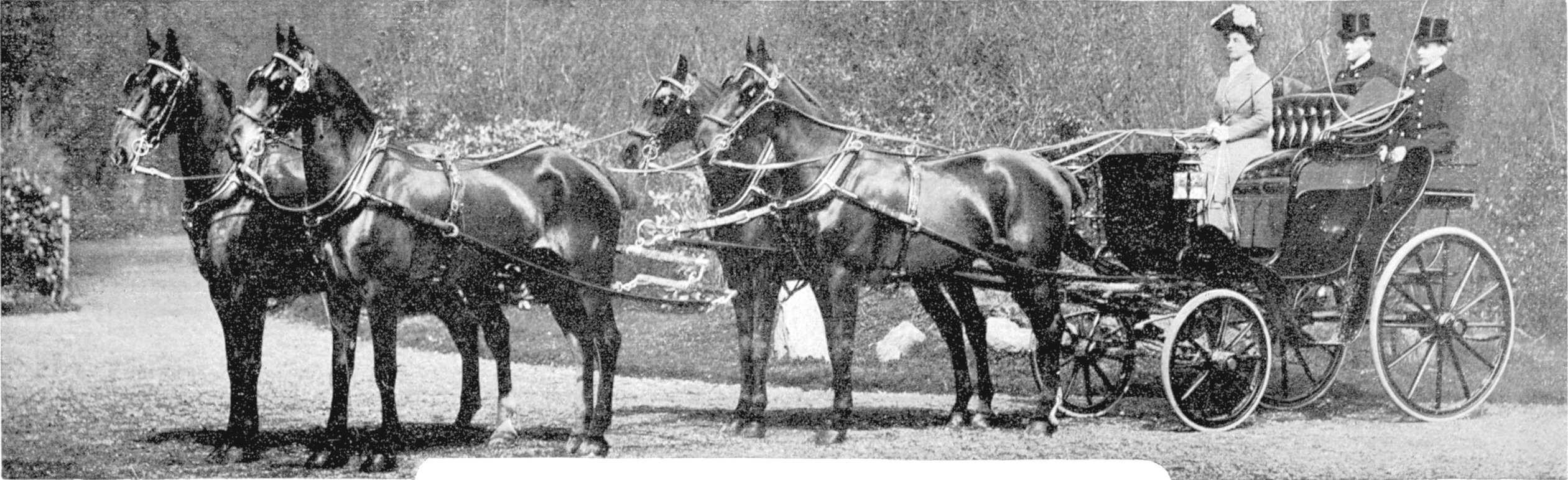
1905 年，巴黎布洛涅森林的四驾马车

四驾马车（英語：Four-in-hand）是由四马牵引的任何载人载具。驾驶四匹马拉的大型重型马车和私家马车是19世纪中叶以后富人的一项流行体育项目。

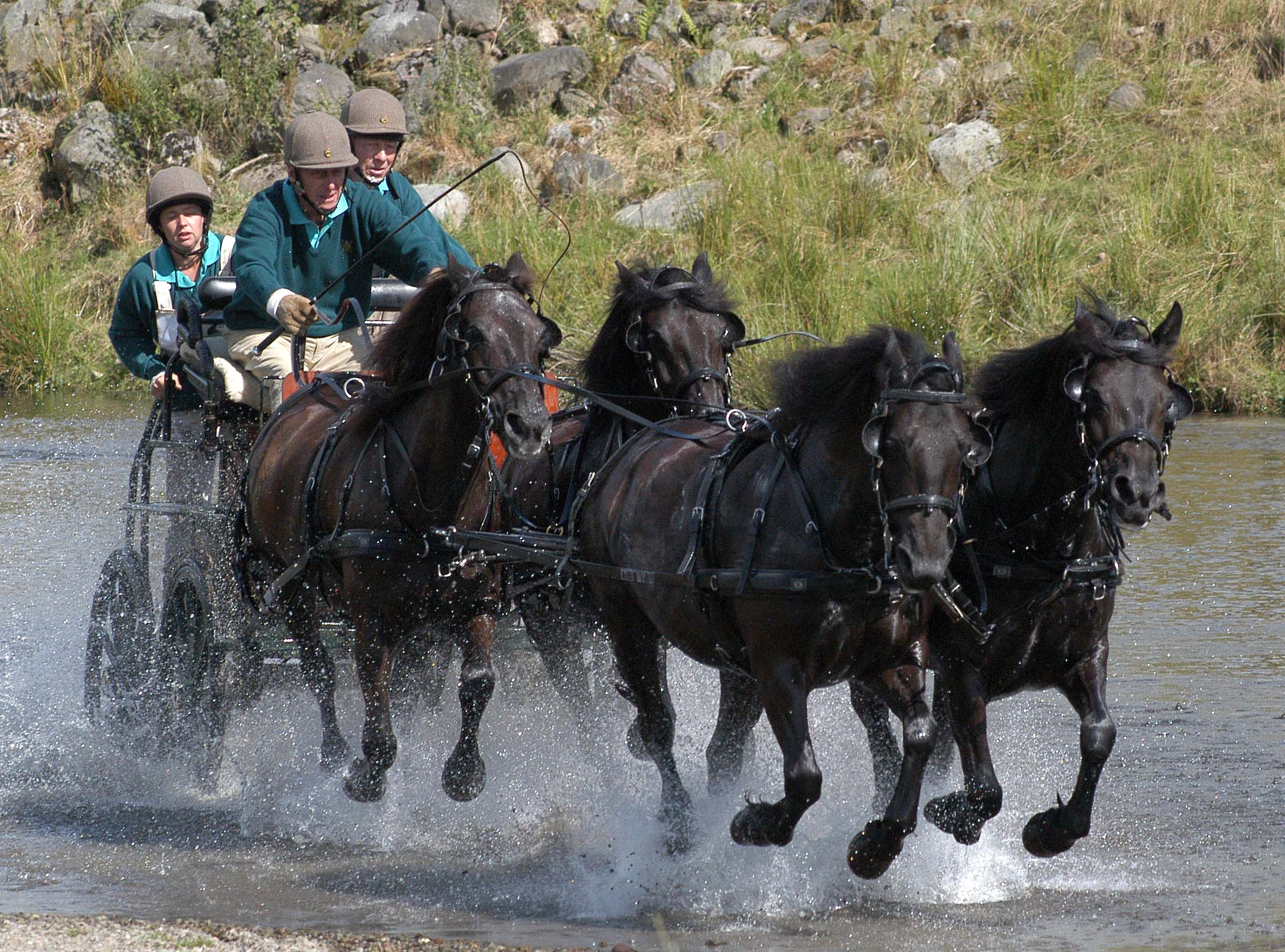
菲利普亲王在2005年英国坎布里亚郡劳瑟以马代步

英格兰四驾马车驾驶俱乐部成立于1856年。会员人数控制在30人以下，他们都驾驶着被名唤“公园拖车”的私家马车，这种客车基于旧式邮局邮车样式制作，惟装饰与装备极度豪华。1870年，俱乐部另行设立“教练俱乐部”供其他意图参与俱乐部的个人加入。其他爱好者回归旧式教练路线并吸引付费成员加入。
波士顿人毕格罗·劳伦斯于1860年拥有全美第一架本地化公园拖车。伦纳德·杰罗姆带着六支和八支马队的驾驶教练去看赛马。纽约的教练俱乐部于1875年成立。
如今，四驾马车已成为马术运动中组合驾驶的顶级学科。主要赛事有FEI世界杯驾驶系列赛。
领带系法中的四手结可能为四匹马系绳时使用绳结的衍生。

## 艺术中的四驾马车

“四驾马车”；约翰·卡梅伦的石版画（1887 年）
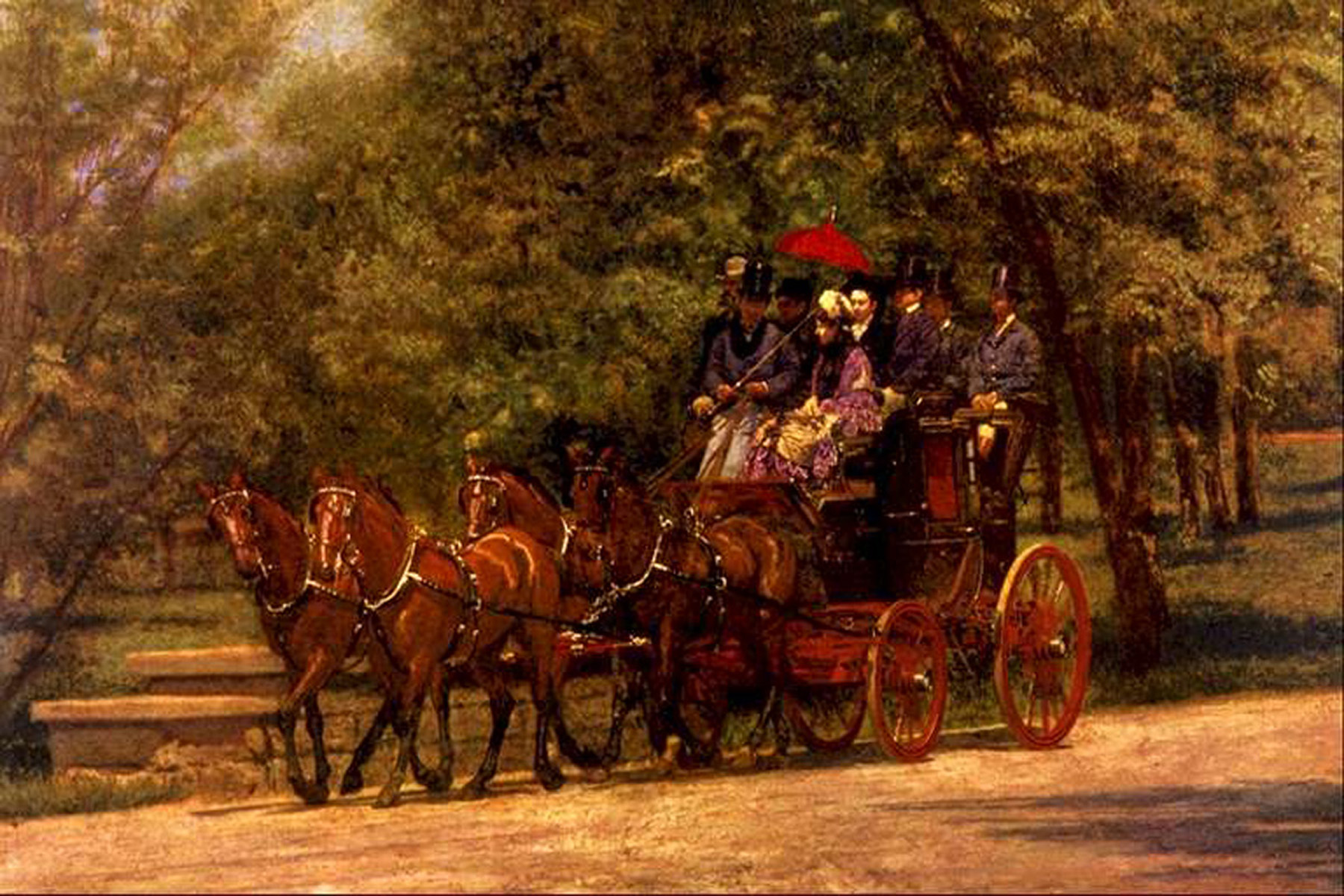
托马斯·埃金斯的《费尔曼·罗杰斯的四驾马车》（1879-80 年），费城艺术博物馆
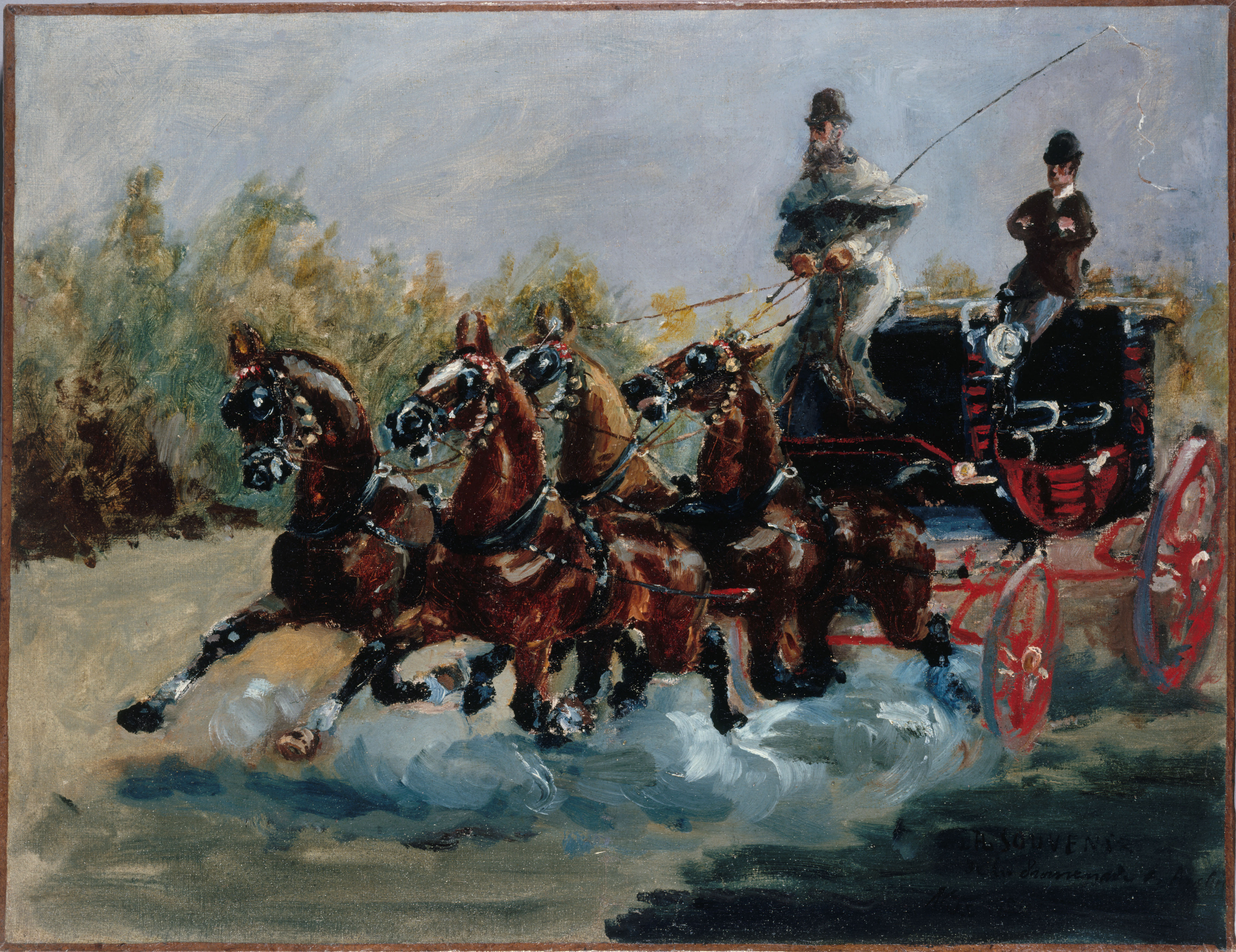
阿尔方斯·德·图卢兹·劳特累克驾驶他的四驾马车（1880年），亨利·德·图卢兹-劳特累克，法国小皇宫博物馆。
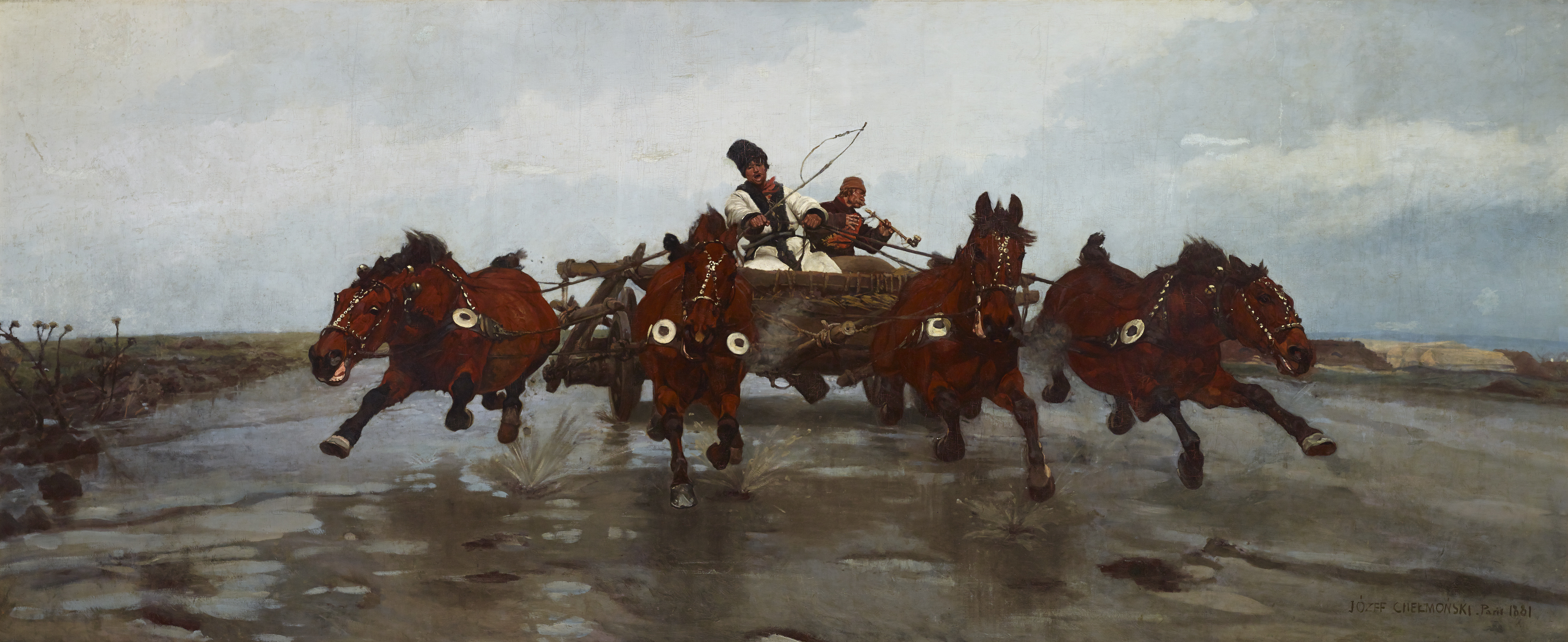
Józef Chełmoński的《四驾马车》（1881 年），波兰克拉科夫布国家博物馆。